# Nazionale femminile di pallavolo della Colombia
La nazionale di pallavolo femminile della Colombia è una squadra sudamericana composta dalle migliori giocatrici di pallavolo della Colombia ed è posta sotto l'egida della Federazione pallavolistica della Colombia.

## Rosa
Segue la rosa delle giocatrici convocate per il campionato mondiale 2022.
| N° | Nome                  | Ruolo | Data di nascita   | Squadra            |
| -- | --------------------- | ----- | ----------------- | ------------------ |
| 1  | Darlevis Mosquera     | C     | 23 giugno 2000    | Emevé              |
| 2  | Yeisy Soto            | C     | 7 aprile 1996     | Béziers            |
| 3  | Dayana Segovia        | O     | 24 marzo 1996     | Vilsbiburg         |
| 5  | Ana Karina Olaya      | O     | 13 settembre 2002 | Porto              |
| 6  | Valerín Carabalí      | C     | 25 ottobre 2000   | Marcq-en-Barœul    |
| 7  | Madelaynne Montaño    | O     | 6 gennaio 1983    | -                  |
| 9  | Laura Grajales        | S     | 21 dicembre 2002  | Turda              |
| 10 | Juliana Toro          | L     | 29 gennaio 1995   | Turda              |
| 13 | Camila Gómez          | L     | 6 luglio 1995     | -                  |
| 14 | Angie Velásquez       | P     | 13 giugno 2000    | Turda              |
| 15 | María Alejandra Marín | P     | 4 novembre 1995   | Franches-Montagnes |
| 16 | Melissa Rangel        | C     | 16 ottobre 1994   | Paranaense         |
| 19 | Margarita Martínez    | S     | 19 maggio 1995    | Marcq-en-Barœul    |
| 20 | Amanda Coneo          | S     | 20 dicembre 1996  | ASPTT Mulhouse     |

## Risultati

### Competizioni FIVB
| 1952 | non qualificata | -            |
| 1956 | non qualificata | -            |
| 1960 | non qualificata | -            |
| 1962 | non qualificata | -            |
| 1967 | non qualificata | -            |
| 1970 | non qualificata | -            |
| 1974 | non qualificata | -            |
| 1978 | non qualificata | -            |
| 1982 | non qualificata | -            |
| 1986 | non qualificata | -            |
| 1990 | non qualificata | -            |
| 1994 | non qualificata | -            |
| 1998 | non qualificata | -            |
| 2002 | non qualificata | -            |
| 2006 | non qualificata | -            |
| 2010 | non qualificata | -            |
| 2014 | non qualificata | -            |
| 2018 | non qualificata | -            |
| 2022 | 20º posto       | Convocazioni |

### Competizioni CSV
| 1951 | non qualificata | -            |
| 1956 | non qualificata | -            |
| 1958 | non qualificata | -            |
| 1961 | non qualificata | -            |
| 1962 | non qualificata | -            |
| 1964 | non qualificata | -            |
| 1967 | non qualificata | -            |
| 1969 | 6º posto        | Convocazioni |
| 1971 | 7º posto        | Convocazioni |
| 1973 | 7º posto        | Convocazioni |
| 1975 | non qualificata | -            |
| 1977 | non qualificata | -            |
| 1979 | non qualificata | -            |
| 1981 | non qualificata | -            |
| 1983 | 5º posto        | Convocazioni |
| 1985 | non qualificata | -            |
| 1987 | non qualificata | -            |
| 1989 | non qualificata | -            |
| 1991 | 3º posto        | Convocazioni |
| 1993 | 4º posto        | Convocazioni |
| 1995 | 5º posto        | Convocazioni |
| 1997 | 6º posto        | Convocazioni |
| 1999 | non qualificata | -            |
| 2001 | non qualificata | -            |
| 2003 | 4º posto        | Convocazioni |
| 2005 | non qualificata | -            |
| 2007 | 6º posto        | Convocazioni |
| 2009 | 4º posto        | Convocazioni |
| 2011 | 4º posto        | Convocazioni |
| 2013 | 4º posto        | Convocazioni |
| 2015 | 3º posto        | Convocazioni |
| 2017 | 2º posto        | Convocazioni |
| 2019 | 2º posto        | Convocazioni |
| 2021 | 2º posto        | Convocazioni |
| 2023 | 3º posto        | Convocazioni |

### Competizioni zonali
| 1955 | non qualificata | -            |
| 1959 | non qualificata | -            |
| 1963 | non qualificata | -            |
| 1967 | non qualificata | -            |
| 1971 | 7º posto        | Convocazioni |
| 1975 | non qualificata | -            |
| 1979 | non qualificata | -            |
| 1983 | non qualificata | -            |
| 1987 | non qualificata | -            |
| 1991 | non qualificata | -            |
| 1995 | non qualificata | -            |
| 1999 | non qualificata | -            |
| 2003 | non qualificata | -            |
| 2007 | non qualificata | -            |
| 2011 | non qualificata | -            |
| 2015 | non qualificata | -            |
| 2019 | 2º posto        | Convocazioni |

| 1935 | ?               | -            |
| 1938 | ?               | -            |
| 1946 | non qualificata | -            |
| 1954 | ?               | -            |
| 1959 | non qualificata | -            |
| 1962 | non qualificata | -            |
| 1966 | non qualificata | -            |
| 1970 | non qualificata | -            |
| 1974 | non qualificata | -            |
| 1978 | 4º posto        | Convocazioni |
| 1982 | non qualificata | -            |
| 1986 | non qualificata | -            |
| 1990 | non qualificata | -            |
| 1993 | non qualificata | -            |
| 1998 | non qualificata | -            |
| 2002 | non qualificata | -            |
| 2006 | 6º posto        | Convocazioni |
| 2010 | non qualificata | -            |
| 2014 | 6º posto        | Convocazioni |
| 2018 | 2º posto        | Convocazioni |

| 2002 | non qualificata | -            |
| 2003 | non qualificata | -            |
| 2004 | non qualificata | -            |
| 2005 | non qualificata | -            |
| 2006 | non qualificata | -            |
| 2007 | non qualificata | -            |
| 2008 | non qualificata | -            |
| 2009 | non qualificata | -            |
| 2010 | non qualificata | -            |
| 2011 | non qualificata | -            |
| 2012 | 11º posto       | Convocazioni |
| 2013 | 9º posto        | Convocazioni |
| 2014 | 7º posto        | Convocazioni |
| 2015 | 8º posto        | Convocazioni |
| 2016 | 7º posto        | Convocazioni |
| 2017 | 7º posto        | Convocazioni |
| 2018 | 5º posto        | Convocazioni |
| 2019 | 3º posto        | Convocazioni |
| 2022 | 2º posto        | Convocazioni |
| 2023 | 5º posto        | Convocazioni |
| 2024 | 3º posto        | Convocazioni |
| 2025 | 2º posto        | Convocazioni |

| 1978 | non qualificata | -            |
| 1982 | non qualificata | -            |
| 2010 | 4º posto        | Convocazioni |
| 2014 | 5º posto        | Convocazioni |
| 2018 | 1º posto        | Convocazioni |
| 2022 | 4º posto        | Convocazioni |

### Competizioni estinte
| 1993 | non qualificata | -            |
| 1994 | non qualificata | -            |
| 1995 | non qualificata | -            |
| 1996 | non qualificata | -            |
| 1997 | non qualificata | -            |
| 1998 | non qualificata | -            |
| 1999 | non qualificata | -            |
| 2000 | non qualificata | -            |
| 2001 | non qualificata | -            |
| 2002 | non qualificata | -            |
| 2003 | non qualificata | -            |
| 2004 | non qualificata | -            |
| 2005 | non qualificata | -            |
| 2006 | non qualificata | -            |
| 2007 | non qualificata | -            |
| 2008 | non qualificata | -            |
| 2009 | non qualificata | -            |
| 2010 | non qualificata | -            |
| 2011 | non qualificata | -            |
| 2012 | non qualificata | -            |
| 2013 | non qualificata | -            |
| 2014 | non qualificata | -            |
| 2015 | 23º posto       | Convocazioni |
| 2016 | 24º posto       | Convocazioni |
| 2017 | 19º posto       | Convocazioni |

| 2018 | 2º posto        | Convocazioni |
| 2019 | non qualificata | -            |
| 2022 | 4º posto        | Convocazioni |
| 2023 | 3º posto        | Convocazioni |
| 2024 | non qualificata | -            |